# Depilazione inguinale

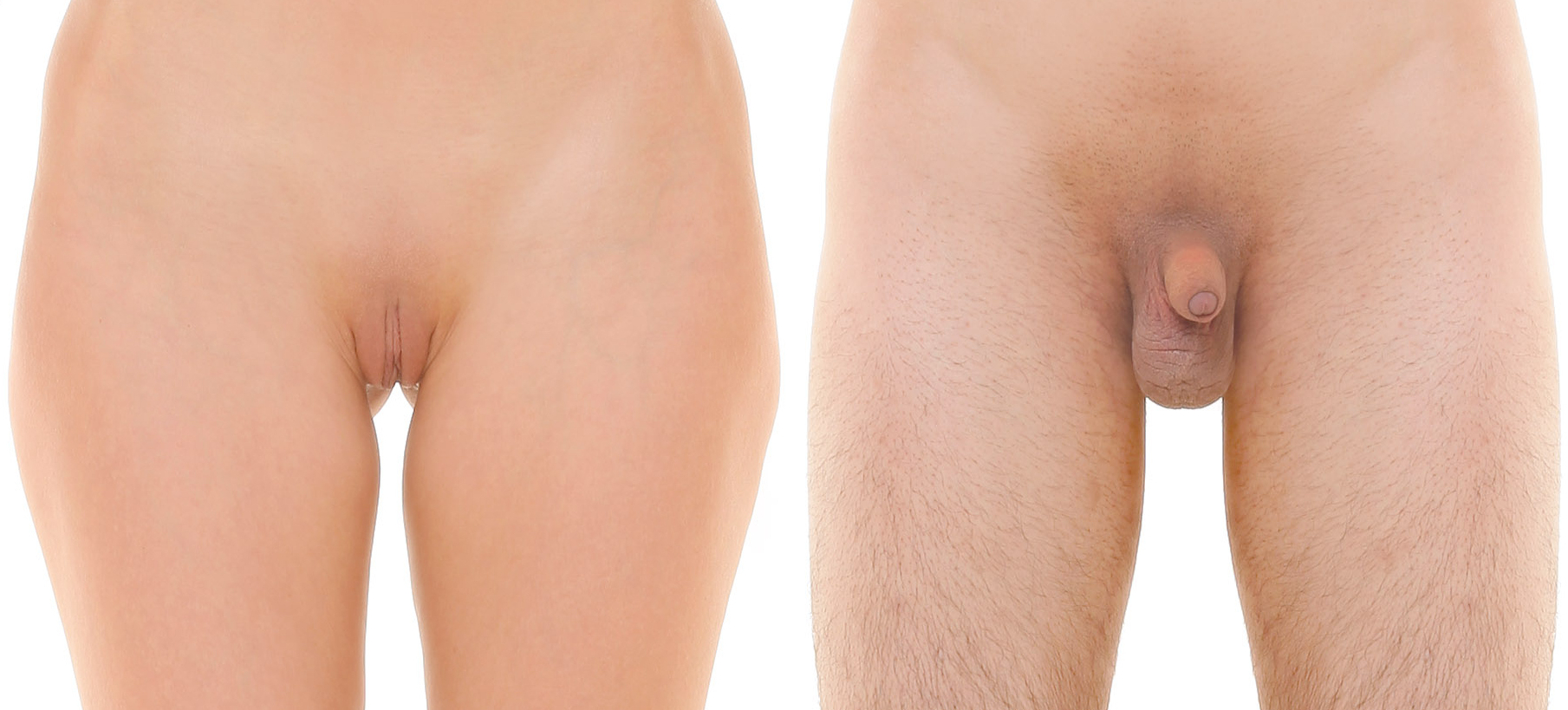
Pube femminile e maschile depilati

La depilazione inguinale o pubica o del pube, anche detta ceretta bikini o brazilian waxing, è la depilazione totale o parziale dei peli pubici. Può essere effettuata tramite rasatura o tramite epilazione, utilizzando una speciale cera, fredda o calda, che aderisce ai peli e li strappa quando la cera viene rapidamente rimossa dalla pelle, usando di solito delle strisce di tessuto o carta, o ancora tramite la ceretta araba. Tale pratica è abitualmente appannaggio delle donne, ma talvolta vi ricorrono anche gli uomini.

## Descrizione
La rimozione dei peli dalla radice è più correttamente detta "epilazione", piuttosto che "depilazione". Il tempo necessario perché i peli si ripresentino sulla superficie cutanea dipende dall'etnia, dalla fase del ciclo vitale in cui era il pelo rimosso, dalla profondità del follicolo, tipicamente 4-7 mm, e dalla velocità di ricrescita, tipicamente 0,3-0,4 mm/die.
La "zona bikini" è l'area superiore della coscia e l'interno coscia in cui crescono i peli pubici e che normalmente non è coperta dalla parte inferiore di un costume da bagno. In alcune culture i peli pubici visibili in questa parte del corpo non sono apprezzati e/o sono considerati imbarazzanti e quindi a volte rimossi. Comunque alcune persone rimuovono anche i peli pubici non esposti per ragioni di estetica, igiene e cura personale, cultura o moda.
Nuove tecnologie permettono oggi di ottenere una rimozione definitiva dei peli (detta anche "epilazione definitiva"). Raramente il pelo pubico viene tinto, anche se la diffusione di tinture non dannose per la salute ha spinto un numero sempre maggiore di donne a utilizzarle, soprattutto per ottenere una corrispondenza cromatica tra pelo pubico e capelli.

## Storia

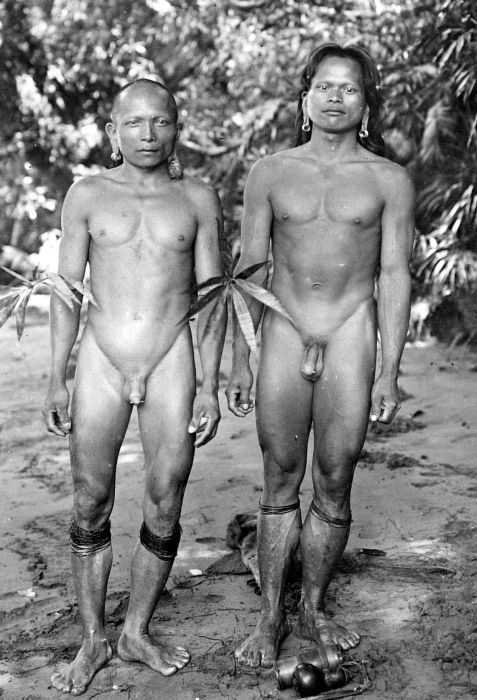
Daiaki completamente depilati e con il caratteristico piercing al pene denominato ampallang

La depilazione parziale o totale del pelo pubico è diffusa in molte culture, fin dalla più remota preistoria.

### Culture tribali
I Daiaki del Borneo, usano prestare particolare cura al corpo e dedicano molto tempo alla depilazione totale, compresa l'area pubica, su cui praticano inoltre vari tipi di piercing genitali.

### Mondo Greco-Romano
Le donne greche di età classica erano solite depilarsi il pube bruciando i peli con la lucerna o lychnos: ciò è testimoniato anche da raffigurazioni su ceramiche, quali ad esempio una coppa, conservata al The University of Mississippi Museum. Altra tecnica utilizzata era quella di farsi strappare parte dei peli, lasciando così dei "disegni" alla moda. Tale pratica raramente veniva effettuata anche dagli uomini.

### Islam

Il mercato degli schiavi di Jean-Léon Gérôme, raffigura una schiava del mondo islamico dall'inguine depilato

Nella società islamica, la rimozione dei peli pubici tramite rasatura, assieme ai peli delle ascelle, è una pratica prevista dalla Sunna e approvata dalla Fitra, un compendio di norme igieniche e cosmetiche raccomandate da Allah al Profeta Maometto. I peli pubici sono infatti considerati "sporchi" e le donne musulmane devono depilarsi completamente il pube per poter essere gradite al proprio sposo. Le ragazze musulmane del Vicino Oriente vengono depilate dalla propria stessa madre non appena compaiono i primi peli pubici e vengono mantenute così completamente depilate per tutta la loro vita. Non viene data particolare importanza agli altri peli del corpo, sono in particolare i peli pubici a rappresentare un segno di "sporcizia" presso questa cultura. Questa tradizione vale anche per le donne arabe, che si depilano completamente prima del matrimonio, ma è anche vero che le donne arabe si depilino sempre completamente, inguine compreso, sempre, non solo in occasione del matrimonio. Anche gli uomini sono soliti depilarsi ascelle e pube, lasciando però gli altri peli del corpo.

### Estremo Oriente
In Giappone la depilazione intima non è una moda molto diffusa: è abbastanza comune, soprattutto tra le donne, lasciare i peli pubici "al naturale". Secondo un sondaggio di News Post Seven del 2014, infatti, il 56,2% delle donne giapponesi non fa assolutamente nella propria area genitale per rimuovere i peli, mentre un 26% rimuove soltanto i peli che fuori escono dalla "zona bikini", il 23,6% li accorcia, mentre solo il 7% li rimuove completamente e il 5,5% rimuove anche i peli dell'area anale.
Così è anche in Cina, dove i peli del pube non vengono rimossi, ma lasciati integralmente.
In India è invece al contrario tradizione secolare quella di depilare tutto il corpo e le donne indiane utilizzano varie tecniche per ottenere un corpo glabro.

### Mondo Occidentale

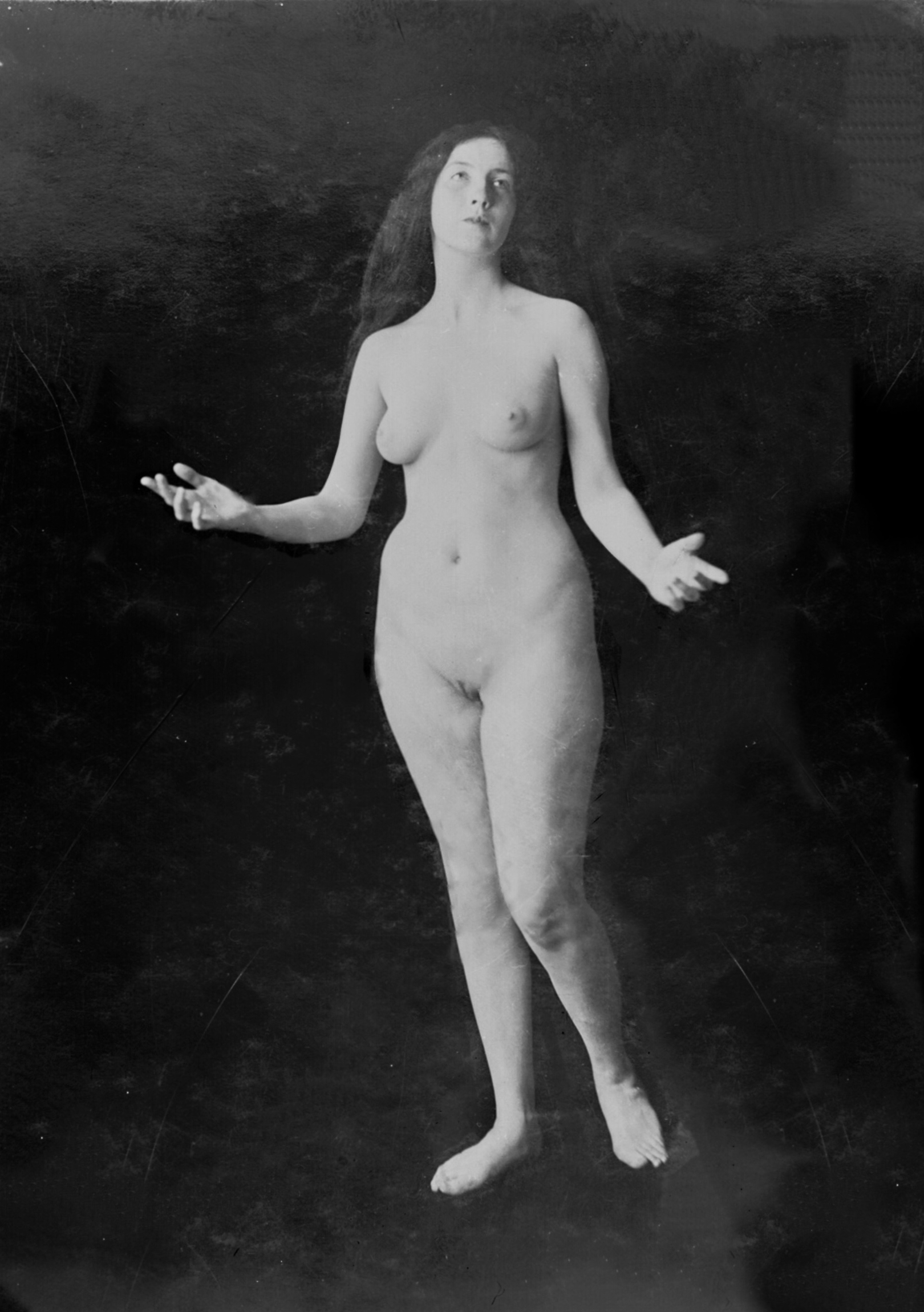
La modella Audrey Munson, nel 1910, era solita depilarsi completamente anche le parti intime

Nel Museo d'arte antica del Castello Sforzesco di Milano è conservato un bassorilievo medioevale del XII secolo che fino al 1848 si trovava sopra l'arcata della distrutta Porta Tosa medievale raffigurante una donna che si "tosa" il pelo del pube. Non è noto chi rappresenti il bassorilievo, ma a tal proposito sono circolate un paio di leggende: la prima vuole che rappresenti con la moglie dell'imperatore Federico Barbarossa, la seconda racconta che una delegazione milanese si recò a Costantinopoli chiedendo aiuto per la ricostruzione della città distrutta dal Barbarossa, ma l'imperatrice Leobissa negò gli aiuti e i milanesi la raffigurarono come una prostituta nell'atto di radersi e la posero sulla porta più orientale. Una diversa interpretazione che spiega l'origine del nome di Porta Tosa è collegata alla presunta presenza nei suoi pressi di sculture apotropaiche dell'area celtica che mostrano donne che esibiscono la vulva. Ad ogni modo la scultura testimonia come l'uso della depilazione inguinale fosse in uso anche durante il medioevo, l'usanza, pare di origine celtica, veniva imposta alle donne accusate di adulterio e alle prostitute per scacciare il malocchio.
L'usanza di radere completamente il pube era inoltre pratica comune presso le prostitute nel medioevo, quale pratica igienica finalizzata a una maggiore e più facile pulizia, dovendo affrontare più rapporti sessuali al giorno, e atta a prevenire il contagio da parassiti, la pediculosi pubica. Dal 1450 a quanto sembra alcune prostitute inglesi iniziarono a utilizzare una parrucca pubica detta Merkin, per coprire il pube rasato, poiché i clienti erano maggiormente eccitati da un pube peloso, ma anche con la finalità di coprire i segni di malattie come la sifilide. A datarne l'origine è il The Oxford Companion to the Body.
Secondo una ricerca la depilazione inguinale nel mondo occidentale è comunque stata molto poco comune fino al XX secolo. Fotografie databili fin dagli inizi del XX secolo, dimostrano come, soprattutto presso le modelle, fosse talvolta in uso l'abitudine di depilarsi completamente anche le parti intime. Tra queste testimonianze vi è certamente la modella statunitense Audrey Munson, considerata la prima supermodel della storia, che è stata ritratta in fotografia e in alcuni dipinti, completamente depilata.
La diffusione della totale rimozione dei peli del corpo, ivi compresa l'area intima, tra le modelle viene ad affermarsi durante questo secolo. Lo testimoniano i lavori di numerosi fotografi le cui modelle erano preferibilmente, integralmente, depilate. Il fotografo statunitense Albert Arthur Allen aveva ad esempio una netta preferenza per modelle integralmente depilate e i suoi lavori fotografici (alcuni dei quali conservati in musei come il Metropolitan Museum of Art di New York) e cinematografici (il cortometraggio erotico Forbidden Daughters del 1927), sono a testimonianza che la depilazione integrale del corpo cominciava a prendere piede tra le modelle di quegli anni.
Il fotografo britannico Harrison Marks, attivo soprattutto tra la fine degli anni cinquanta e i primi anni settanta del XX secolo, si specializza nel fotografare modelle conterranee completamente depilate che pubblica su riviste per soli uomini. I suoi nudi particolarmente espliciti, ma non pornografici, illustrano quasi senza eccezioni modelle con il corpo completamente depilato. Tra queste le più celebri divengono Pamela Green, June Palmer e Margaret Nolan (quest'ultima è la ragazza che appare nei titoli di testa del film Agente 007 - Missione Goldfinger, del 1964), protagoniste anche di alcuni cortometraggi di genere nudie dirette dallo stesso Marks, in cui la trama, talvolta anche con connotati fantastici o fantascientifici, si svolge con la presenza di attrici integralmente o quasi integralmente nude. Con la prima Marks ha una relazione che termina nel 1961, mentre con la seconda ha una lunga relazione durante gli anni sessanta.
Negli ultimi decenni la depilazione inguinale è divenuta diffusissima, tanto in Europa quanto negli Stati Uniti ed è frequentissimo che le donne più giovani usino depilarsi completamente o radersi parzialmente il pelo del pube lasciandolo corto, quando non depilato in parte per creare varie forme. Secondo quanto riportato da Marco Menicocci nel suo articolo Il linguaggio della Vagina. Pornoantropologia, la moda della depilazione intima avrebbe cominciato a diffondersi in coincidenza col dilagare della pornografia durante gli anni ottanta, a imitazione di attrici e attori per i quali da allora è diventata la norma.

## Metodi

Varie tipologie di depilazione del pube femminile

I peli pubici possono essere rimossi in molti modi, come ceretta, rasatura, ceretta araba, elettrolisi, laser estetico o con creme depilatorie. La cera viene applicata fusa, di solito calda, sui peli pubici che si desidera rimuovere.

### Ceretta
La cera, che aderisce ai peli non appena si indurisce, viene coperta con strisce di carta o tessuto. Quando la cera si è sufficientemente indurita, la striscia viene rapidamente sollevata, rimuovendo così i peli dalla radice. La ceretta può essere fatta da sé, usando un kit casalingo, o da un'estetista presso un centro estetico o una spa.
Se a una persona non è stata mai fatta prima una ceretta, oppure essa non viene fatta da lungo tempo, può essere necessario preventivamente accorciare i peli pubici usando forbici o rasoio elettrico. Un patch test è raccomandato, di solito sulla coscia superiore, per testare le allergie o la sensibilità della pelle agli ingredienti della cera. A volte viene anche applicato un inibitore della crescita del pelo dopo la ceretta, inibitore che se applicato regolarmente rallenta la ricrescita dei peli.
Prima della ceretta comunemente si applica un detergente antisettico e della polvere assorbente sull'area da trattare. La cera viene applicata con una spatola nella direzione di crescita dei peli, per la grandezza di una striscia larga circa 5 cm e lunga circa 10 cm. Quando la cera è in posizione ma ancora flessibile, le strisce sono tirate via contropelo tenendo la pelle tesa. Idealmente la striscia va tirata via il prima possibile.
L'area pubica è una delle zone più sensibili del corpo e durante la procedura va fatta attenzione per evitare irritazioni. Il dolore derivante può essere leggero o severo e può persistere per diversi secondi o minuti. Alcune persone provano meno dolore durante i trattamenti successivi. Può essere utile prendere un farmaco antinfiammatorio leggero, come l'ibuprofene, circa un'ora prima per ridurre il dolore della ceretta. Esistono anche prodotti anestetici topici per ridurre il dolore.
Generalmente la ceretta durante la gravidanza è più dolorosa a causa dell'aumentata sensibilità della parte. Il tipo di cera usata per la zona bikini può essere una mistura tra cera d'api e tallolio, al posto delle più comuni cere basate su esteri della colofonia usate per la normale ceretta alle gambe. La cera d'api è considerata più forte ed efficiente per rimuovere i più grossi e spessi peli pubici.
La ceretta ha come effetto di ritardare a lungo la ricrescita dei peli, rendendola negli anni sempre più difficile. È ben noto in tal senso il caso dell'attrice Kate Winslet, che per interpretare una scena di nudo nel film del 2008 The Reader - A voce alta, ha dovuto indossare una parrucca pubica, poiché, essendo il film ambientato negli anni cinquanta, la sua depilazione intima stile landing strip sarebbe risultata anacronistica, ma far ricrescere i suoi peli pubici sarebbe risultato difficile, proprio a causa della ripetuta pratica negli anni della depilazione intima attraverso la ceretta.

### Rasatura

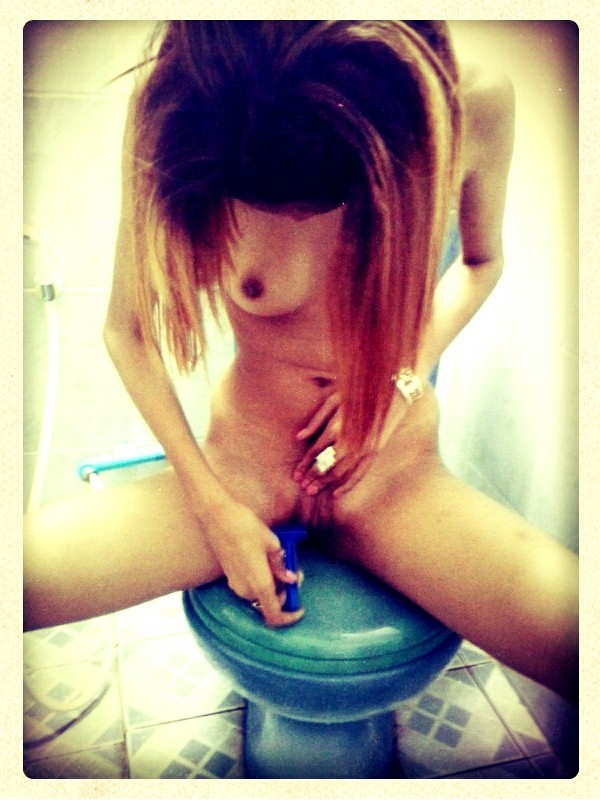
Rasatura del pube con rasoio di sicurezza

## Studi e statistiche

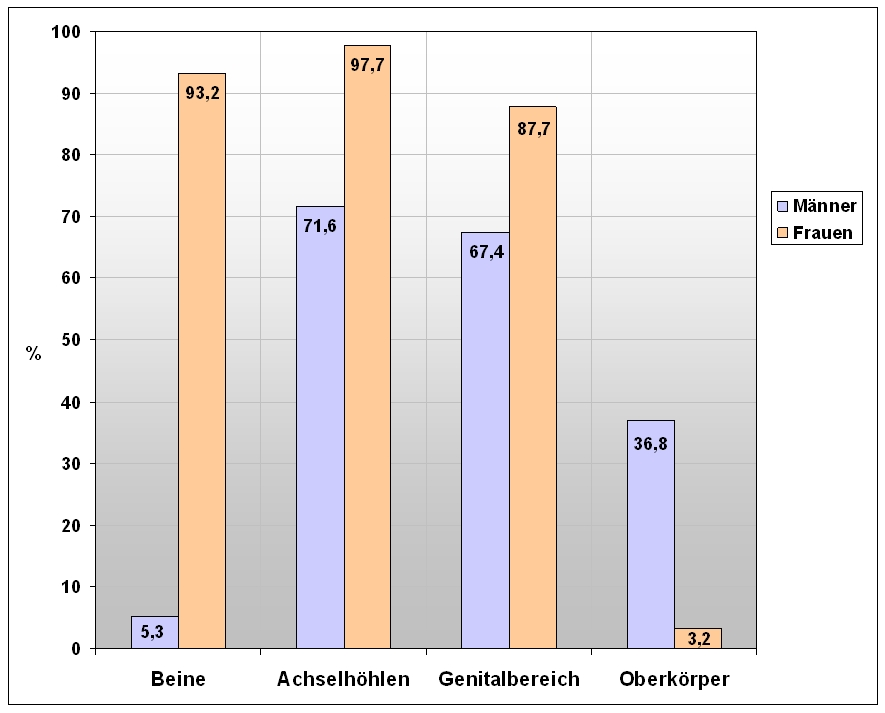
Le zone del corpo più comunemente depilate sulla base di un sondaggio del 2008 tra gli studenti tedeschi: gambe (Beine), ascelle (Achselhöhlen), zona genitale (Genitalbereich), torace (Oberkörper).

Nel 2012 il Sex Information and Education Council of Canada (SIECCAN) ha fornito uno studio sulla pratica della depilazione del pube tra le donne canadesi. Determinante, nella diffusione della pratica, è stato il messaggio pubblicatario da parte dell'azienda produttrice di rasoi Gillette, che ha lanciato il messaggio che i peli del corpo delle donne erano da considerarsi "sgradevoli" e "antiestetici". Si deve molto anche alla diffusione dei costumi da bagno minimali e altre mode, che hanno favorito la scelta delle donne di rimuovere i peli pubici. Uno studio del 2008 ha rivelato che il 61% delle donne australiane universitarie rimuove in parte o totalmente i peli pubici. Il 20% sostiene di rimuoverne una parte, il 44% di rimuoverne la maggior parte e il 36% di rimuoverli completamente. Similmente uno studio online del 2010 riporta l'abitudine del 20% delle donne statunitensi di depilare completamente il proprio pube.
Una ricerca del 2018, commissionata da due dei maggiori marchi del settore, Braun e Gillette Venus, evidenzia che l'80% delle donne dichiara di preferire il rasoio per la depilazione del corpo; il 40% afferma di preferire l'epilatore; il 39% la ceretta; il 29% la crema depilatoria. Il rasoio è destinato principalmente per gambe (64%), ascelle (71%) e parti intime (65%); l'epilatore viene usato nel 25% dei casi e così la ceretta; la crema depilatoria viane usata principalmente per le parti intime (15%) e le ascelle (12%). Per l'inguine, oltre al rasoio, viene usata anche la ceretta (19%), la crema depilatoria (15%) e l'epilatore (13%).
Studi recenti (2019) riferiscono che negli Stati Uniti il 30% delle donne usa depilarsi completamente il linguine, il 60% si limita a rimuovere la "zona bikini", mentre è solo il 10% a lasciare tutto "naturale". Nel Regno Unito, un sondaggio del Daily Mail rivela che il 51% delle donne britanniche non depila le parti intime e che il 46% degli uomini apprezza ciò, lo studio rivela inoltre che in Europa è solo il 10% delle donne a depilare completamente l'area genitale, il 15% la sola "zona bikini" e il 75% lascia i peli, sono in particolare le donne francesi e spagnole quelle meno inclini alla depilazione del pube.

## Pratiche connesse

### Tricotomia preparto
In occasione del parto può essere praticata la depilazione dell'inguine parziale o totale per prevenire il rischio di infezioni. In caso di depilazione parziale, questa può essere effettuata sulla zona perineale, senza necessariamente depilare interamente il pube. La depilazione totale è opzionale in caso di parto spontaneo, ma può talvolta essere una necessità in caso di parto cesareo, nel qual caso la partoriente affronta un vero e proprio intervento chirurgico e la tricotomia diventa indispensabile. Seppur non indispensabile si può praticare anche in caso di parto spontaneo, con il risultato di presentare una zona intima scoperta e scongiurare ogni possibile fonte di infezioni, anche considerando la possibilità che venga praticata una episiotomia, per facilitare l'uscita del feto.

### Vajazzle

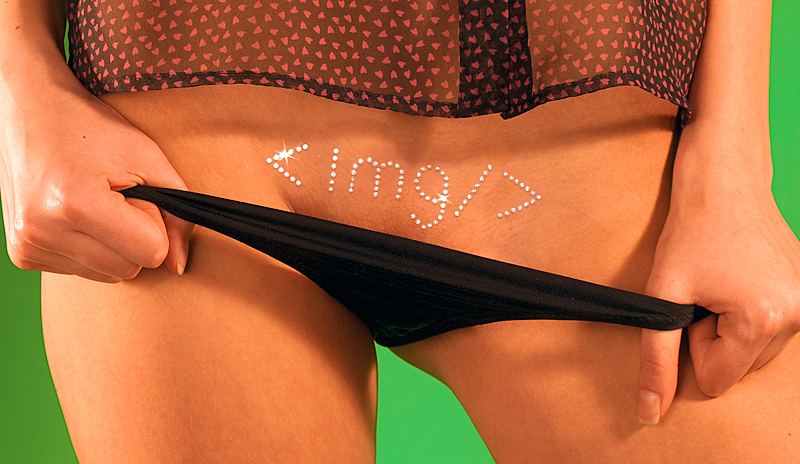
Un vajazzle che riproduce un tag HTML

Si tratta di una forma di decorazione genitale, costituita dall'applicazione di decorazioni di cristallo sul monte di Venere o pube, depilato. Il processo, che assume il termine di vajazzling, una parola macedonia formata dai termini inglesi vajayjay (un eufemismo di vagina) e bedazzle (lett. "abbagliare"). Il fenomeno è stato reso popolare dall'attrice Jennifer Love Hewitt, che ha dedicato un capitolo del suo libro The Day I Shot Cupid al vajazzling.
Il vajazzling viene tipicamente eseguito nei saloni di bellezza. Inizialmente tutti i peli pubici vengono rimossi dal monte di Venere tramite una ceretta, dopodiché vengono incollati sulla zona strass, cristalli Swarovski o gemme. Il risultato può durare fino a sette giorni. Lo scopo del vajazzling è puramente estetico.

### Tatuaggio genitale

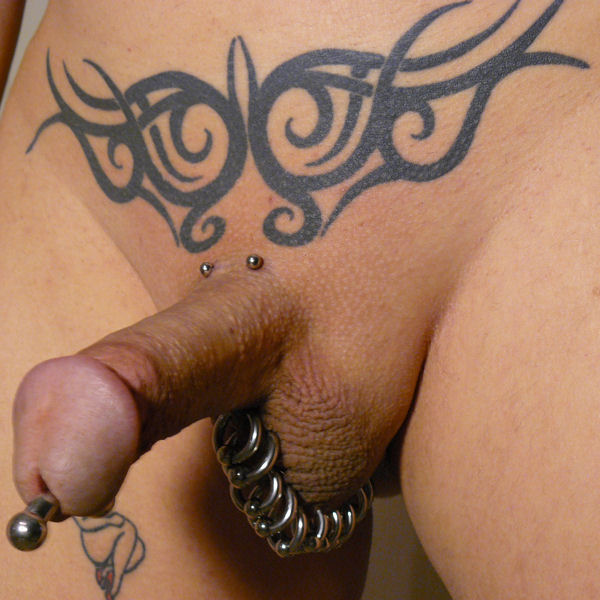
Tatuaggio genitale maschile

Il tatuaggio genitale è una pratica che richiede necessariamente che le zone intime vengano completamente depilate. Tuttavia per tale tipo di tatuaggio è maggiormente consigliata la ceretta rispetto alla rasatura, a causa della rapida ricrescita dei peli e della possibilità di provocare prurito. La ceretta deve tuttavia essere fatta alcuni giorni prima dell'esecuzione del tatuaggio, poiché immediatamente dopo, la ceretta provoca sensibilizzazione e una lieve irritazione della pelle, che deve prima sfiammarsi.
Per ripetere la depilazione va attesa la completa guarigione del tatuaggio. Solitamente la zona viene mantenuta depilata una volta che il tatuaggio è guarito, per permettere l'esposizione del tatuaggio stesso, che altrimenti verrebbe nascosto dai peli del pube.

### Libri
- (EN) Albert Arthur Allen, Premiere Nudes, a cura di Daile Kaplan, Los Angeles, Twin Palms Publishers, 2001, ISBN 978-0944092880.
- (EN) Helen Bickmore, Milady's Hair Removal Techniques. A Comprehensive Manual, Thomson Delmar Learning, 2003, ISBN 1-4018-1555-3.
- (EN) Colin Blakemore e Sheila Jennett (a cura di), The Oxford Companion to the Body, 1ª ed., Oxford University Press, 2002, ISBN 978-0198524038.
- (EN) Pauline Clarke, Piercing Amongst the Headhunters of Borneo, in The Eye of the Needle, Pauline Clarke, 1994,  pp. 112-113, ISBN 0-9521175-0-9.
- (EN) Susan Cressy e Margaret Rennie, Beauty Therapy Fact File, Heinemann, 2004, ISBN 0-435-45142-1.
- (EN) Sarah Hildebrandt, The Last Frontier: Body Norms and Hair Removal Practices in Contemporary American Culture, in Heinz Tschachler (a cura di), The EmBodyment of American Culture, Münster, LIT Verlag, 2003,  pp. 59-71, ISBN 3-8258-6762-5.
- (EN) Michael J. Klag, Johns Hopkins Family Health Book, New York, HarperCollins, 1999, ISBN 0-06-270149-5.
- Maria Luisa Micheli e Anna Santucci, Lumina, Bologna, Edizioni ETS, 2015, ISBN 978-884674339-8.
- (EN) Linda Murray, Leah Hennen e Jim Scott, The Babycenter Essential Guide to Pregnancy and Birth, Rodale, 2005, ISBN 1-59486-211-7.
- (EN) Lia Schorr, Shari Miller Sims e Shari Sims, SalonOvations. Advanced Skin Care Handbook, Cengage Learning, 1994, ISBN 1-56253-045-3.
- Suad, Bruciata viva. Vittima della legge degli uomini, Casale Monferrato, Piemme Edizioni, 2005, ISBN 88-384-8746-4.

### Articoli scientifici
- (EN) Genevieve Loussouarn, Charles El Rawadi e Gilles Genain, Diversity of hair growth profiles (abstract), in International Journal of Dermatology, vol. 44, n. 1, ottobre 2005, DOI:10.1111/j.1365-4632.2005.02800.x.
- Marco Menicocci, Il Linguaggio della Vagina. Antropornologia 1  (PDF) (abstract), in Antrocom Online Journal of Anthropology, vol. 7, n. 2, 2011, ISSN 1973 – 2880 (WC · ACNP).
- (EN) Ji Won Oh, Jennifer Kloepper e Ewan A. Langan, A guide to studying human hair follicle cycling in vivo (abstract), in The Journal of Investigative Dermatology, vol. 136, n. 1, gennaio 2016, DOI:10.1038/JID.2015.354.